# St. Pauls (Carolina do Norte)
St. Pauls é uma cidade  localizada no estado americano de Carolina do Norte, no Condado de Robeson.

## Demografia
Segundo o censo americano de 2000, a sua população era de 2137 habitantes.

## Geografia
De acordo com o United States Census Bureau tem uma área de
3,5 km², dos quais 3,5 km² cobertos por terra e 0,0 km² cobertos por água.

## Localidades na vizinhança
O diagrama seguinte representa as localidades num raio de 16 km ao redor de St. Pauls.